# Nuzzo e Di Biase

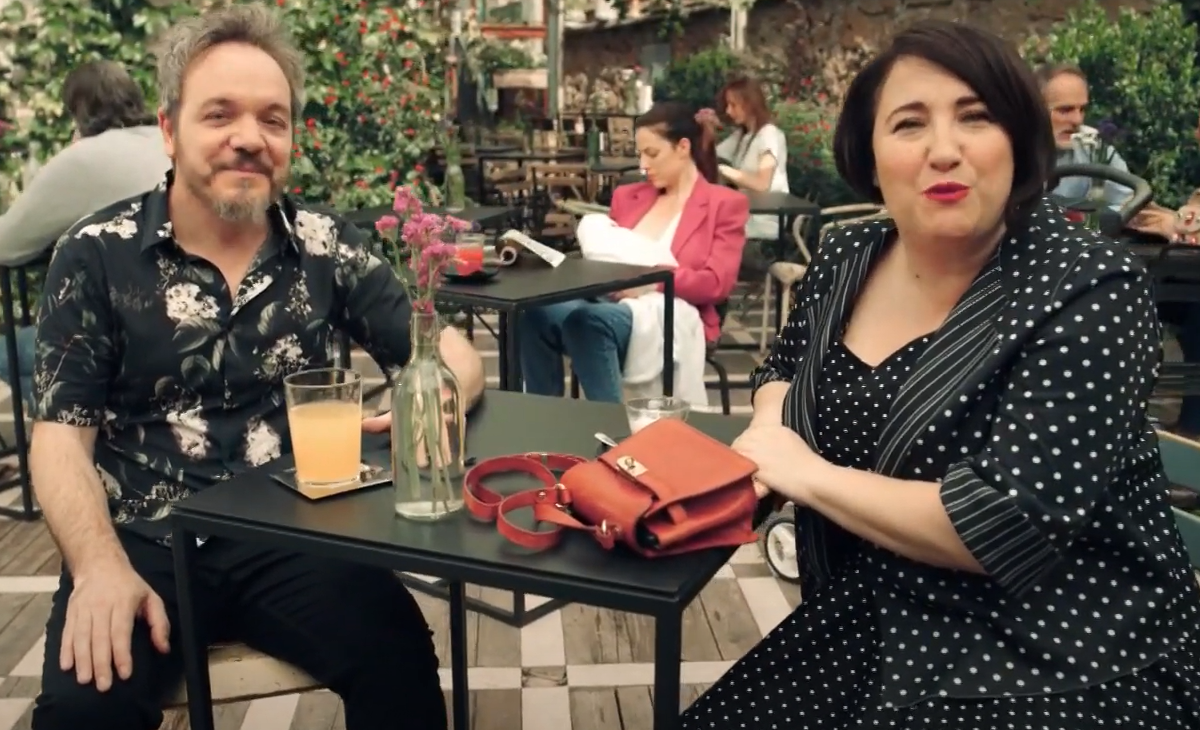
Nuzzo e Di Biase nel 2019

Corrado Nuzzo (Tricase, 25 marzo 1971) e Maria Di Biase (Montréal, 17 dicembre 1974) sono una coppia di attori e comici italiani.

## Biografia
L'uno cresciuto a Marittima (LE), l'altra di Bonefro (CB) e laureata in matematica all'Università di Bologna, inizialmente lavorano separatamente come attori teatrali. Dopo essersi incontrati acquisiscono popolarità dal 2004 nei programmi della Gialappa's Band, soprattutto grazie agli sketch Mortality Show, Il grande freddo e Tua sorella.
Sono una coppia, oltre che artistica, anche nella vita.

## Filmografia

### Cinema
- Anche se è amore non si vede, regia di Ficarra e Picone (2011)
- Tiramisù, regia di Fabio De Luigi (2016)
- Vengo anch'io, regia di Nuzzo e Di Biase (2018)[3]

#### Solo Di Biase
- La matassa, regia di Ficarra e Picone e Giambattista Avellino (2009)
- Amici come noi, regia di Enrico Lando (2014)
- Gli ultimi saranno ultimi, regia di Massimiliano Bruno (2015)
- Che vuoi che sia, regia di Edoardo Leo (2016)
- Arrivano i prof, regia di Ivan Silvestrini (2018)
- Bene ma non benissimo, regia di Francesco Mandelli (2018)
- Odio l'estate, regia di Massimo Venier (2020)
- Bla Bla Baby, regia di Fausto Brizzi (2022)
- Tramite amicizia, regia di Alessandro Siani (2023)

### Televisione

#### Solo Nuzzo
- Una gran voglia di vivere (2023), regia di Michela Andreozzi
- Le indagini di Lolita Lobosco, regia di Luca Miniero - serie TV (2021)

## Videoclip
- A che ora è la fine del mondo? - Ligabue (1994)

## Programmi TV
- Tutti a scuola (Rai 1, 2003)
- Mai dire Grande Fratello & figli (Italia 1, 2004-2006; Canale 5, 2006)
- Mai dire Lunedì (Italia 1, 2005)
- Mai dire Reality (Italia 1, 2006)
- Mai dire Martedì (Italia 1, 2007)
- Zelig (Canale 5, 2009-2016, 2021)
- Se stasera sono qui (LA7, 2012)
- Quelli che il calcio (Rai 2, 2013-2015)
- Alessandro Borghese - Celebrity Chef (TV8, 2022) concorrenti
- Prova prova sa sa (Prime Video, dal 2022) Di Biase concorrente della prima stagione e di due puntate della seconda, Nuzzo ospite della quarta puntata della prima stagione
- Name That Tune - Indovina la canzone (TV8, 2023) concorrenti
- Pour parler (Rai 2, 2023)

### Solo Di Biase
- I Caruso (Happy Channel, 2003)
- Bulldozer (Rai 2, 2003)[4][5]
- Sanremo Estate (Rai 1, 2004)
- LOL - Chi ride è fuori (Prime Video, 2022) concorrente
- LOL Xmas Special (Prime Video, 2022) concorrente

### Solo Nuzzo
- Tisana Bum Bum (Rai 2, 2004)
- Natalino Balasso Show (Italia 1, 2004)
- Wikitaly - Censimento Italia (Rai 2, 2012)

## Radio
- Black Out (Rai Radio 2, dal 2012)
- Radio2 Summer Club (Rai Radio 2, 2018)[6][7]
- Numeri Uni (Rai Radio 2, dal 2018)[2][8]

### Solo Di Biase
- Zazarazà (Rai Radio 2)

## Teatro
- Burlesque (2003), scritto da Maria Di Biase e Corrado Nuzzo, regia di Corrado Nuzzo
- Condominio Varietà (2004), scritto da Maria Di Biase, Corrado Nuzzo, Lello Lombardi
- Nuzzo Di Biase live show (2005), di e con Maria Di Biase e Corrado Nuzzo
- Ti amo... cosa avrà voluto dire? (2006), di e con Maria Di Biase e Corrado Nuzzo
- Gli impiegati dell'amore (2015), di e con Maria Di Biase e Corrado Nuzzo[9]

### Solo Nuzzo
- Grangalashnikov (1995)
- L'isola degli Gnorri (1998), scritto e diretto da Natalino Balasso
- Cimò (1999), di e con Beppe Chirico, Rita Pelusio e Corrado Nuzzo
- GNORRI (!) (1999), scritto e diretto da Natalino Balasso
- Lunabark (2002), di Michele Cafaggi, Rita Pelusio, Claudio Cremonesi, Giorgio Branca e Corrado Nuzzo
- Pentola a Pressione (2002), scritto da Rita Pelusio e Corrado Nuzzo
- Dammi il tuo cuore mi serve (2003-2004), scritto e diretto da Natalino Balasso

### Solo Di Biase
- L.S.D. Luci sul divano (1999)
- Sarchiapone Circus (2000)
- Hey Ho and Up She Rises (2002)
- Maredeu (2003)

## Libri
- E tua sorella?, collana I libri di Comix, Milano, Mondadori, 2006, ISBN 88-04-55406-1.